# Mineiro-cinzento
Mineiro-cinzento ou curriqueiro-cinzento (Geositta maritima) é uma espécie de ave da família Furnariidae.
Pode ser encontrada nos seguintes países: Chile e Peru.
Os seus habitats naturais são matagal árido tropical ou subtropical.